# Krywyj Rih
Krywyj Rih (ukrainisch Кривий Ріг; russisch Кривой Рог Kriwoi Rog) ist eine Großstadt in der südlichen Ukraine, in der Oblast Dnipropetrowsk, Verwaltungszentrum des Krywyi Rih Rajons und der Krywyi Rih Stadtgemeinde.
Es ist die achtgrößte Stadt nach Bevölkerung und die zweitgrößte nach Fläche im Land. Die Bevölkerung beträgt im Jahr 2022 603.904 Einwohner, im Jahr 2024 568.172 Einwohner. Krywyi Rih ist die längste Stadt Europas: Die lineare Länge der Stadt (der Abstand zwischen den äußersten südlichen und nördlichen Punkten an der Stadtgrenze) beträgt 66,1 km.

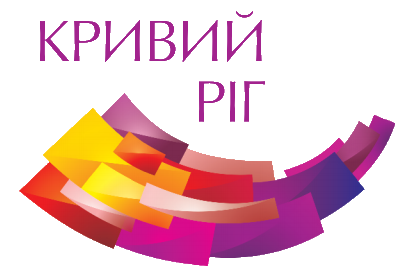
Logo Krywyj Rihs

Krywyi Rih ist das kulturelle Zentrum der Krywyi Rih Agglomeration mit einem Theater, Museen und Universitäten, darunter die 2011 gegründete Krywyi Rih Nationale Universität. Krywyi Rih liegt an den Ufern der Flüsse Inhulez und Saksahan und wurde 1775 von Kosaken gegründet.

## Geographie

### Geographische Lage

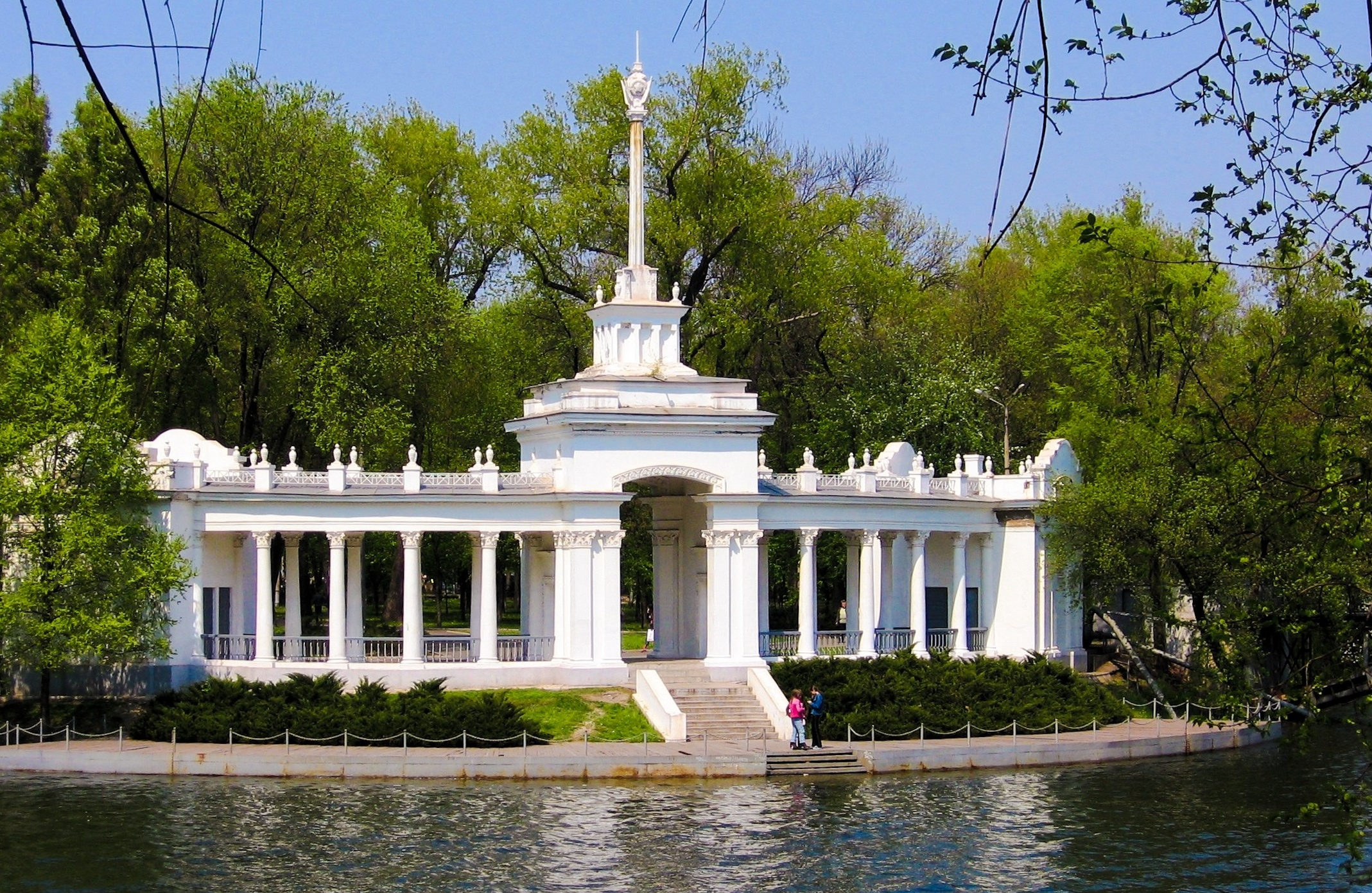
Zusammenfluss von Saksahan und Inhulez. Bootsstation in Zentraler Stadtbezirk.

Die Stadt liegt im Westen der Oblast Dnipropetrowsk inmitten des Krywbass, einer wichtigen Eisenerz-Region Osteuropas auf einer Höhe von 84 m am Zusammenfluss von Saksahan und Inhulez. Die Stadt befindet sich geologisch am Übergang vom Dneprhochland zur Schwarzmeersenke. Im Westen grenzt die Stadt an den 26,9 km² großen Karatschuniwka-Stausee und im Südosten an den Süd-Stausee (ukrainisch Южное водохранилище), der über den Dnepr-Krywyj-Rih-Kanal mit dem Kachowkaer Stausee verbunden ist. Beide Stauseen dienen der Trinkwasserversorgung der Stadt. Im Westen der Stadt befindet sich ein 62 Hektar großes, geologisches Naturdenkmal von nationaler Bedeutung, die MODR-Felsen, eine zwei Milliarden Jahre alte Eisenfelsformation an beiden Ufern des Inhulez.
|  | Kiew (350 km)         | Krementschuk (130 km) | Poltawa (205 km)        | Charkiw (310 km) |
|  | Kropywnyzkyj (105 km) | Oleksandrija (85 km)  |                         |                  |
|  | Uman (250 km)         | Schowti Wody (50 km)  | Dnipro (135 km)         |                  |
|  | Perwomajsk (190 km)   |                       | Saporischschja (130 km) | Donezk (320 km)  |
|  |                       |                       | Nikopol (80 km)         |                  |
|  | Odessa (255 km)       |                       |                         |                  |
|  | Mykolajiw (150 km)    | Jewpatoria (290 km)   | Melitopol (190 km)      |                  |

* Entfernungsangaben beziehen sich auf die Entfernung (Luftlinie) bis zum Ortszentrum.

### Verwaltungsgliederung

Stadtgliederung

Am 12. Juni 2020 wurde die Stadt zum Zentrum der neugegründeten Stadtgemeinde Krywyj Rih (Криворізька міська громада/Kryworiska miska hromada). Zu dieser zählen auch die 7 Stadtrajone Rajon Metalurh, Rajon Dowhynzewe, Rajon Pokrow, Rajon Inhulez, Rajon Saksahan, Rajon Terny, Rajon Zentralne-Misto, die 2 in der untenstehenden Tabelle aufgelisteten Dörfer sowie die Ansiedlungen Awanhard, Hirnyzke und Kolomijzewe, bis dahin bildete sie in den gleichen Dimensionen die gleichnamige Stadtratsgemeinde Krywyj Rih (Криворізька міська рада/Kryworiska miska rada) unter Oblastverwaltung stehend im südlichen Zentrum des ihn umgebenden Rajons Krywyj Rih.
Folgende Orte sind neben dem Hauptort Krywyj Rih Teil der Gemeinde:
| Name                     | Name           | Name                           |
| ukrainisch transkribiert | ukrainisch     | russisch                       |
| ------------------------ | -------------- | ------------------------------ |
| Awanhard                 | Авангард       | Авангард (Awangard)            |
| Hirnyzke                 | Гірницьке      | Горняцкое (Gornjazkoje)        |
| Kolomijzewe              | Коломійцеве    | Коломийцево (Kolomijzewo)      |
| Nowoiwaniwka             | Новоіванівка   | Новоивановка (Nowoiwanowka)    |
| Ternuwatyj Kut           | Тернуватий Кут | Терноватый Кут (Ternowaty Kut) |

## Geschichte

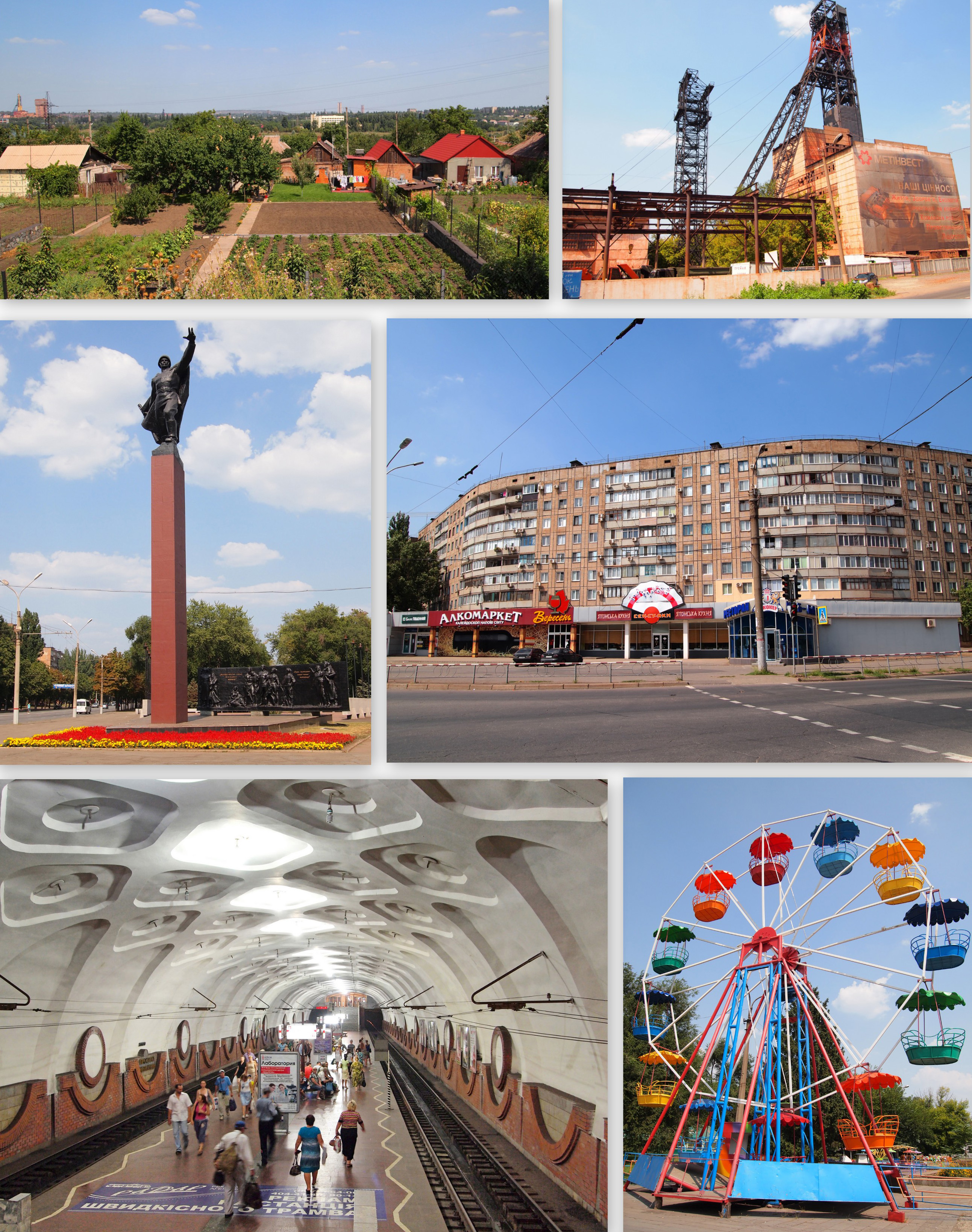
Collage von Krywyj Rih

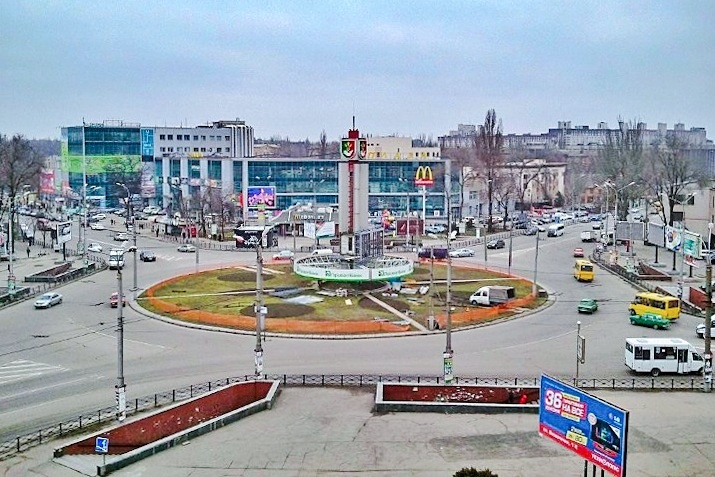
Der Maxim-Gorki-Platz in Krywyj Rih

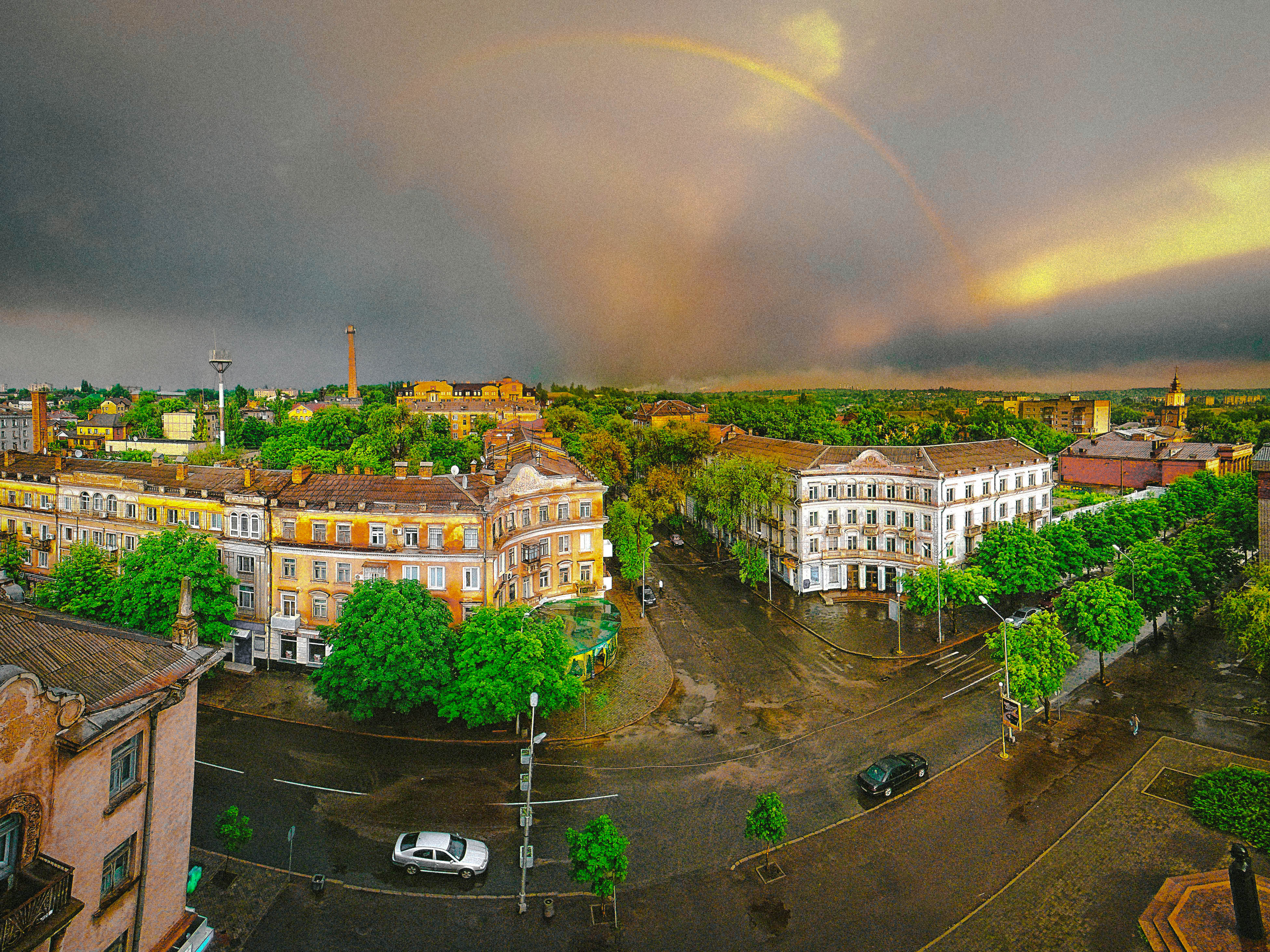
Karl-Marx-Allee in Zentraler Stadtbezirk

### Erste Forschungsreise, Stadtgründung und Landvermessung
1774 besuchte der Naturforscher und Entdecker Johann Anton Güldenstädt die Region um das heutige Krywyj Rih und erstellte die erste wissenschaftliche Aufnahme der Region und erwähnte dabei auch die „schwarz-glimmerhaltige Erde am Zusammenfluss von Saksahan und Inhulez“. Darüber hinaus untersuchte er eine ihm zu Ohren gekommene Geschichte, nach der der Prinz und spätere König von Imeretien Alexander V. hier beträchtliche Eisenerz- und Metallvorkommen gefunden hatte. Güldenstädt fand weder einen Beweis dafür noch dagegen.
Die Stadt wurde am 8. Mai 1775, ein Jahr nach dem Sieg des Russischen Kaiserreichs im Russisch-Türkischen Krieg von 1768–1774, von Saporoger Kosaken als Poststation gegründet. Die Poststation lag in der Flur Krywyj Rih (zu deutsch „krummes Horn“) und sollte dazu dienen, die Stadt Krementschuk und die neu eroberte Festung Kinburn und die dortige Hafenstadt Otschakiw, wo sich russische Truppen befanden, zu verbinden. Anfänglich siedelten an dieser Stelle fünf Kosaken, weshalb diese Siedlung als eine Art „Kleinst-Staniza“ angesehen werden kann.
1779 erstellte der Praporschtschik (entspricht etwa einem Feldwebel) Bejer (ukrainisch Беєр) die erste topografische Aufnahme des Gebiets und gab dabei die Flur Krywyj Rih mit etwa 23.000 Hektar an.

### Forschungsreisen am Ende des 18. Jahrhunderts
1781 besuchte der Naturforscher und Mitglied der russischen Akademie der Wissenschaften Wassili Fjodorowitsch Sujew (russisch Василий Фёдорович Зуев) die Gegend und stellte eine hohe Konzentration von Eisenerz fest. Er erstellte eine kurze Beschreibung der Siedlung Krywyj Rih und erklärte den Flurnamen Krywyj Rih mit der Form des an dieser Stelle in den Inhulez fließenden und mäandernden Saksahan, da beide Flüsse an dieser Stelle eine Art verschobenes oder geneigtes „Kap“ bildeten. Im gleichen Jahr wuchs Krywyj Rih zu einer Sloboda heran und wurde Wolostzentrum. Zu dieser Zeit erforschte auch der Bodenkundler Michajlo Georgijowitsch Liwanow (ukrainisch Ліванов Михайло Георгійович) die Gegend und entdeckte Spuren von Silbererzen, Marmor, Porphyr und Eisenerzen. Im selben Jahr gab es 68 Haushalte, in denen 216 Männer lebten.
In den achtziger Jahren des 18. Jahrhunderts begann der großangelegte Abbau von Schiefer für die Schieferdeckung der Stadt Mykolajiw.
Johann Anton Güldenstädt veröffentlichte 1791 mit seinem Buch „Reisen durch Rußland und im Caucasischen Gebürge“ die erste wissenschaftliche Arbeit, die das Gebiet Krywyj Rih beschreibt. Daraufhin wurde auch Peter Simon Pallas aufgrund der großen Granit- und Kalksteinvorkommen, die vor allem für den Bau interessant sind, auf die Gegend aufmerksam.
Zum Ende des 18. Jahrhunderts lebten im Jahr 1799 in der Ortschaft 762 Personen, darunter 407 Männer und 345 Frauen. Im gleichen Jahr besuchte Professor Wladimir Wassiljewitsch Ismailow (russisch Владимир Васильевич Измайлов) den Ort und berichtete, dass die Einwohner Tischplatten, Griffel und andere Gegenstände aus Schiefer herstellten.

### Forschungsreisen am Anfang des 19. Jahrhunderts
Wladimir Ismailow veröffentlichte schon 1802 das Buch „Reise ins südliche Russland von 1799 in Briefen, herausgegeben von Wladimir Ismailow“ (ukrainisch «Подорож у полуденну Росію в 1799 р. у листах, виданих Володимиром Ізмайловим»), in dem er die kunsthandwerklichen Fertigkeiten der Anwohner beschrieb.
1803 erforschte Wassil Pilenko Berggemworen (ukrainisch Василь Пиленко Берггемворен) die Gegend und berichtete vom „im Überfluss vorhandenen Eisenerz um Krywyj Rih und Schestirnaja“ (ukrainisch Шестірня im äußersten Süden des Rajons Schyroke der Oblast Dnipropetrowsk) in Übereinstimmung zu Kapitänleutnant Semetschkin (ukrainisch Сємєчкін). Ein Jahr später überreichte Charles Gascoigne (russisch Карл Карлович (Чарльз) Гаскойн) in seiner Position als Chef des Bergbauministeriums dem Finanzminister die Berichte von Berggemworen. Im gleichen Jahr lebten hier 1623 Menschen und es gab 226 Häuser.
Graf Kirill Rasumowski, der letzte Hetman der Saporoger Kosaken und Präsident der Russischen Akademie der Wissenschaften, erinnerte – nach seiner Reise nach Neurussland – in seinen Aufzeichnungen an den reichhaltigen Kalksteinvorkommen von Krywyj Rih.

### Geschichte im 19. Jahrhundert
1817 gab es im Ort 482 Häuser und 2185 Einwohner, davon 1336 Männer. Es fanden jährlich zwei Jahrmärkte statt, jeweils am 9. und 15. August. Im selben Jahr wurden das sechste und siebte Ulanen-Schwadron des Bug-Regiments (ukrainisch 6-й та 7-й ескадрони Бугського Уланського полку) in Krywyj Rih stationiert, diese mussten später dem dritten und vierten Regiment weichen und wurden stattdessen ins Dorf Kasanka verlegt. Aufgrund dessen wurde Krywyj Rih in das Verzeichnis der Ortschaften aufgenommen, die zwischen 1816 und 1817 als Militärsiedlungen in den Ujesden Alexandrija und Cherson im Gouvernement Cherson dienten.
Im Jahr 1860 bekam Krywyj Rih den Status einer Stadt in der Provinz Cherson.
Der Geologe Oleksandr Pol nahm 1866 der Erkundung der Eisenerzvorkommen bei Krywyj Rih wieder, als er zufällig den Ausbiss eines Erzganges in den Flussauen des Saksahan fand. Daraufhin unternahm er bis 1874 eine systematische Exploration des Verlaufs der Erzlagerstätten und ihrer Eisenanteile. Er erkannte deren wirtschaftliches Potential. Dank seiner Studien gilt er als Entdecker des Krywbass. 1873 gründete Pol die „Gesellschaft des Kriwoi Roger Erzes“. 1881 begann die industrielle Eisenerzförderung, zunächst im Tagebau. Ab 1886 wurde das Erzfeld um Krywyj Rih auch im Untertagebau erschlossen. Infolgedessen erfuhr Krywyj Rih einen schnellen wirtschaftlichen Aufschwung. Die Zahl der Einwohner nahm rapide zu.

### Geschichte im 20. Jahrhundert
Im Zweiten Weltkrieg richteten die Rote Armee und das NKWD nach der sowjetische Besetzung Ostpolens im September 1939 in und um Krywyj Rih mindestens fünf Arbeitslager für polnische Kriegsgefangene ein, die in den Bergwerken arbeiten mussten. Vor dem Rückzug der Roten Armee wurden Anfang August 1941 die Erzbergwerke und die Stahlwerke in Krywyj Rih auf Befehl Stalins zerstört, um sie für die vorrückenden Deutschen unbrauchbar zu machen.
Zwischen 1941 und 1944 war die Stadt von der Wehrmacht besetzt. Ab dem 21. September 1941 begannen Einheiten des Kommandostabes Reichsführer SS, ab Ende September 1941 auch Einsatzgruppen der Sicherheitspolizei und des SD mit dem Holocaust in Krywyj Rih.
Sie zogen das jüdische Vermögen ein, rekrutierten die als „arbeitsfähig“ eingestuften Juden zur Zwangsarbeit und deportierten oder ermordeten die übrigen. Im Oktober 1941 wurde die Stadt von einer Polizeieinheit des Höheren SS- und Polizeiführers Russland Süd judenfrei gemacht. 2500 jüdische Zivilisten und 800 jüdische Kriegsgefangene wurden in den Iljitsch-Gruben außerhalb der Stadt ermordet. Von 1942 bis 1943 bestand in der Stadt das deutsche Kriegsgefangenenlager Stalag 338. Während der deutschen Besatzungszeit war die Stadt zudem Hauptort für die Kreisgebiete Kriwoi Rog-Stadt und Kriwoi Rog-Land des Reichskommissariates Ukraine.
Während der Kämpfe mit den Truppen der Roten Armee wurde Krywyj Rih von dieser beim Rückzug schwer zerstört. Im Zuge der Nikopol-Krywyj Riher Operation wurde die Stadt am 22. Februar 1944 von der 3. Ukrainischen Front der Roten Armee endgültig befreit.
Nach dem Ende des Zweiten Weltkrieges wurde die Stadt wieder aufgebaut und zu einem industriellen Zentrum und Verkehrsknotenpunkt der Region entwickelt. Vor allem in der DDR wurde die Stadt durch den Roman von Otto Gotsche über die Fahne von Kriwoi Rog und die darauf basierende gleichnamige Verfilmung von Kurt Maetzig bekannt. Die heutige Jaroslaw-der-Weise-Straße war bis zur Dekommunisierung nach Otto Brosowski benannt, der die Fahne in der Zeit des Nationalsozialismus versteckt hatte.
1972 wurde das Bergwerk „Rodina“ (ukrainisch: Vaterland) in Betrieb genommen. Bis zum 1. Oktober 1989 gehörte es zur Bergbauabteilung des Produktionskombinates Krivbassruda, die mehr als 60 % des Eisenerzbedarfs der Sowjetunion deckte. Der Abbau erfolgt auf der 1315-Meter-Sohle. Bis zum russischen Überfall auf die Ukraine 2022 betrug die verwertbare Förderung etwa 1.750.000 Tonnen Eisenerz jährlich mit einem Eisengehalt von 59 %.

### Russischer Überfall auf die Ukraine 2022
Im russischen Krieg gegen die Ukraine 2022 kam es am 14. und 15. September 2022 zu Überschwemmungen in Krywyj Rih, nachdem die russischen Streitkräfte gezielt acht Raketen auf mehrere Objekte der städtischen Wasserversorgung sowie den Karatschuniwka-Staudamm nahe der Stadt gefeuert hatten. Der Beschuss führte zu einem Dammbruch und in Folge zu einem Anstieg des Flusses Inhulez. Mitte Oktober wurde das Umspannwerk getroffen. Krywyj Rih war mehrere Tage ohne Stromversorgung. 854 Bergleute steckten wegen des Stromausfalls in 600–1000 Meter Tiefe in Bergwerken fest und konnten gerettet werden.

## Bevölkerungsentwicklung
Quellen: 1923–1939, 1989–2019: ,
1959: , 1970: , 1979: 
(*) nach Eingemeindung der Stadt Inhulez im Jahr 2002

## Politik
Bei den Kommunalwahlen im November 2015 siegte der für den Oppositionsblock angetretene, amtierende Bürgermeister Jurij Wilkul im zweiten Wahlgang sehr knapp gegen seinen Herausforderer um das Bürgermeisteramt. Jedoch wurde Wilkul Wahlfälschung vorgeworfen und es kam zu Protesten in der Stadt. Am 23. Dezember 2015 beendete die Werchowna Rada die Befugnisse von Jurij Wilkul als Bürgermeister von Krywyj Rih und ordnete eine Neuwahl des Bürgermeisters für den 27. März 2016 an.

### Städtepartnerschaften
Krywyj Rih listet folgende Partnerstädte auf:
| Stadt    | Land                | seit |
| -------- | ------------------- | ---- |
| Duisburg | Deutschland         | 2023 |
| Espoo    | Finnland            | 2023 |
| Handan   | Volksrepublik China | 2001 |
| Košice   | Slowakei            | 2017 |
| Lublin   | Polen               | 2023 |
| Lyngdal  | Norwegen            | 2023 |
| Miskolc  | Ungarn              | 2016 |
| Rustawi  | Georgien            | 2019 |

## Wirtschaft

### Eisenerzförderung, Stahlproduktion und deren Folgebetriebe
Die Eisenerzförderung, unter anderem in den Schächten des Bergwerks „Rodina“, bestimmte die Geschicke von Kriwoi Rog. Der Eisenerzgewinnung schließt sich die Stahlverhüttung an. Die Stahlproduktion führte zur Ansiedlung zahlreicher Maschinenbaubetriebe. Weitere Industriezweige sind die Lebensmittel- und die Chemieindustrie. 
Das größte Stahlwerk ist Kryworischstal. Es wurde 2005 von der Mittal Steel Company (seit 2007: ArcelorMittal) gekauft und war 2021, gemessen am Umsatz, das drittgrößte Unternehmen in der Ukraine.
Am 3. März 2022, acht Tage nach dem Beginn des völkerrechtswidrigen russischen Angriffskrieges gegen die Ukraine, legte ArcelorMittal das Werk am 3. März 2022 bis auf Weiteres still.
Ein Grund dafür war ein Mangel an bestimmten wichtigen Rohstoffen.
Am 10. April 2022 wurde Hochofen Nr. 6 wieder gestartet. Ab Juli wurden rund 2/3 der Vorkriegsproduktion erreicht.

### BAK Kriwoi Rog
1985 wurde etwa 55 km nordwestlich der Stadt Krywyj Rih, nahe Dolynska in der Oblast Kirowohrad mit dem BAK Kriwoi Rog, einem der damals weltgrößten Industriebauvorhaben begonnen. Das Bergbau- und Aufbereitungskombinat Kriwoi Rog (BAK/ГОК) sollte von der Sowjetunion und mehreren sozialistischen Ländern im RGW gemeinschaftlich errichtet werden, so dass auch Bautrupps aus der ČSSR, Rumänien, der DDR (u. a. VEB Mansfeld-Kombinat „Wilhelm Pieck“, VEB BMK Kohle und Energie) und der Volksrepublik Bulgarien mitarbeiteten. Ziel des Vorhabens war die Errichtung einer Großanlage, in der Eisenoxiderz mit einem Eisengehalt von etwa 40 Prozent nach einer neuen Technologie aufbereitet werden sollte. Die geplante Endkapazität der Anlage war 33,7 Millionen Tonnen pro Jahr. Nach der politischen Wende beendeten die deutschen Bautrupps 1992 ihre Arbeiten, als der Bau zu zwei Dritteln realisiert war. Seine volle Fertigstellung wurde nicht erreicht.

## Verkehr

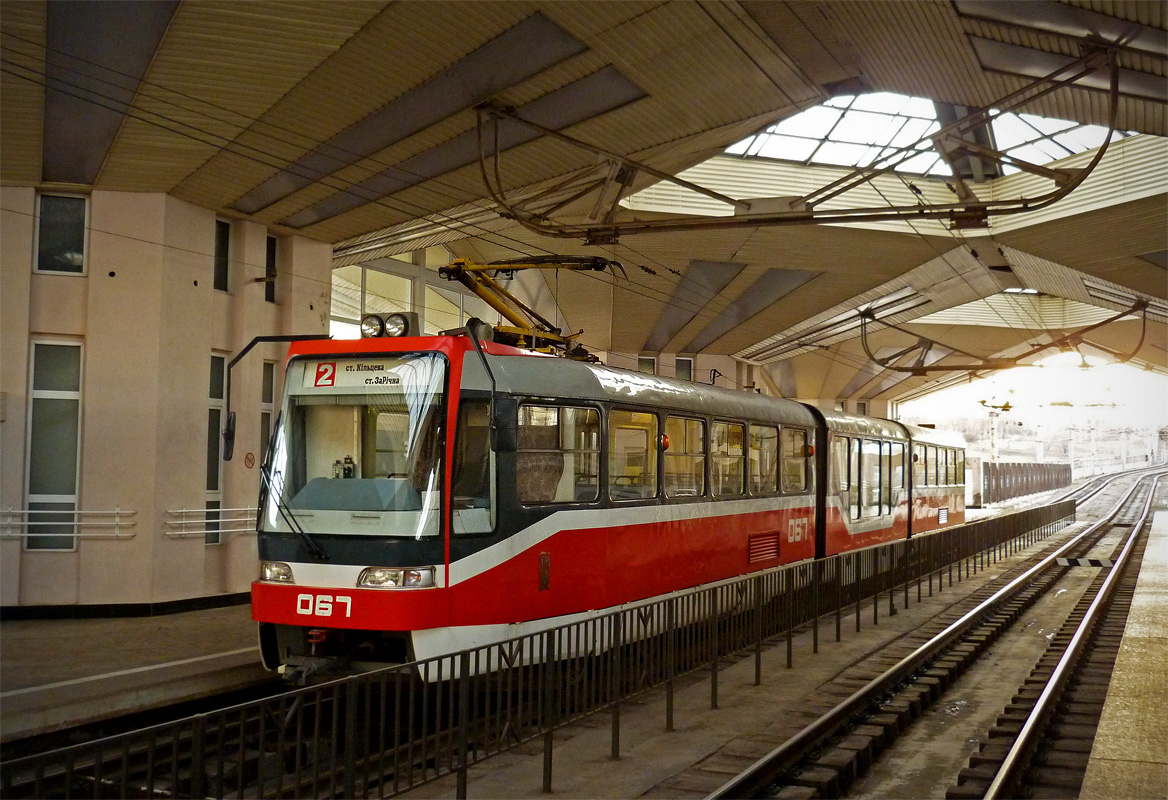
Straßenbahn Krywyj Rih

Der ÖPNV der Stadt wird durch die Straßenbahn Krywyj Rih und zahlreiche Oberleitungsbus-Linien abgewickelt. Seit Ende April 2022 ist der Nahverkehr in Krywyj Rih kostenlos.
In Krywyj Rih kreuzen sich die nationalen Fernstraßen N 11 und N 23.
Der Bahnhof der Stadt ist ein wichtiger Eisenbahnknoten in der Zentralukraine. Hier beginnt die Bahnstrecke Krywyj Rih–Komysch-Sorja (über Apostolowe, Saporischschja und Polohy), die Bahnstrecke Krywyj Rih–Jassynuwata (über Werchiwzewe, Kamjanske, Dnipro, Synelnykowe, Tschaplyne und Krasnoarmijsk), die Bahnstrecke Pomitschna–Krywyj Rih (über Dolynska) und die Bahnstrecke Werchiwzewe–Krywyj Rih (über Pjatychatky).
Der Flughafen Krywyj Rih liegt 17,5 km nordwestlich des Stadtzentrums bei dem Dorf Losuwatka.

## Klima
|                        | Jan | Feb  | Mär | Apr | Mai  | Jun  | Jul  | Aug  | Sep  | Okt | Nov | Dez  |   |      |
| Mittl. Temperatur (°C) | −5  | −3,6 | 1,3 | 9,5 | 15,9 | 19,5 | 21,1 | 20,5 | 15,6 | 8,8 | 3,0 | −1,6 | ⌀ | 8,8  |
| Mittl. Tagesmax. (°C)  | −2  | 0    | 4   | 13  | 21   | 24   | 26   | 25   | 20   | 13  | 5   | 0    | ⌀ | 12,5 |
| Mittl. Tagesmin. (°C)  | −7  | −6   | −1  | 5   | 10   | 13   | 15   | 14   | 11   | 4   | 1   | −3   | ⌀ | 4,7  |
|                        |     |      |     |     |      |      |      |      |      |     |     |      |   |      |
| Niederschlag (mm)      | 40  | 32   | 28  | 41  | 42   | 64   | 54   | 42   | 31   | 30  | 35  | 44   | Σ | 483  |
|                        |     |      |     |     |      |      |      |      |      |     |     |      |   |      |
| Luftfeuchtigkeit (%)   | 85  | 84   | 80  | 67  | 62   | 64   | 63   | 61   | 65   | 74  | 85  | 88   | ⌀ | 73,1 |

| −7 |

| −6 |

| −1 |

| 5 |

| 10 |

| 13 |

| 15 |

| 14 |

| 11 |

| 4 |

| 1 |

| −3 |

| −7 |

| −6 |

| −1 |

| 5 |

| 10 |

| 13 |

| 15 |

| 14 |

| 11 |

| 4 |

| 1 |

| −3 |

Das Klima der Stadt ist gemäßigt kontinental mit allgemein milden Wintern und warmen, manchmal heißen Sommern.
Die durchschnittliche Jahrestemperatur beträgt 8,8 °C.
Die niedrigste Temperatur ist im Januar (−5,0 °C), der Monat mit der höchsten Temperatur ist der Juli mit 21,1 °C.
Die höchste je gemessene Temperatur war 39,6 °C im August 2010, die niedrigste wurde im Februar 2012 mit −27,3 °C gemessen.

## Sport
Der bekannteste Sportverein der Stadt ist der Fußballverein FK Krywbas Krywyj Rih. Die Heimstätte des früher in der ukrainischen Premjer-Liha spielenden Vereines ist das Metalurh-Stadion, das Platz für knapp 30.000 Zuschauer bietet. Der Verein stieg 1992 in die Premjer-Liha auf.
Nach der Spielzeit 2012/13 zog sich der Verein wegen finanziellen Schwierigkeiten aus der Premjer-Liha zurück. Die bis dato besten Platzierungen waren zwei dritte Plätze in den Spielzeiten 1998/99 und 1999/00. Im Jahr 2016 startete der Verein wieder neu in der vierten Liga und kehrte nach mehreren Aufstiegen zur Saison 2022/23 in die Premjer-Liha zurück. Seit dem Russischen Überfall auf die Ukraine im Jahr 2022 trägt der Verein seine Heimspiele im Olympiastadion in Kiew aus.
Ein weiterer erfolgreicher Sportverein der Stadt ist der in der Basketball Superliga Ukraine spielende Basketballverein BK Kriwbasbasket.

## Bauwerke

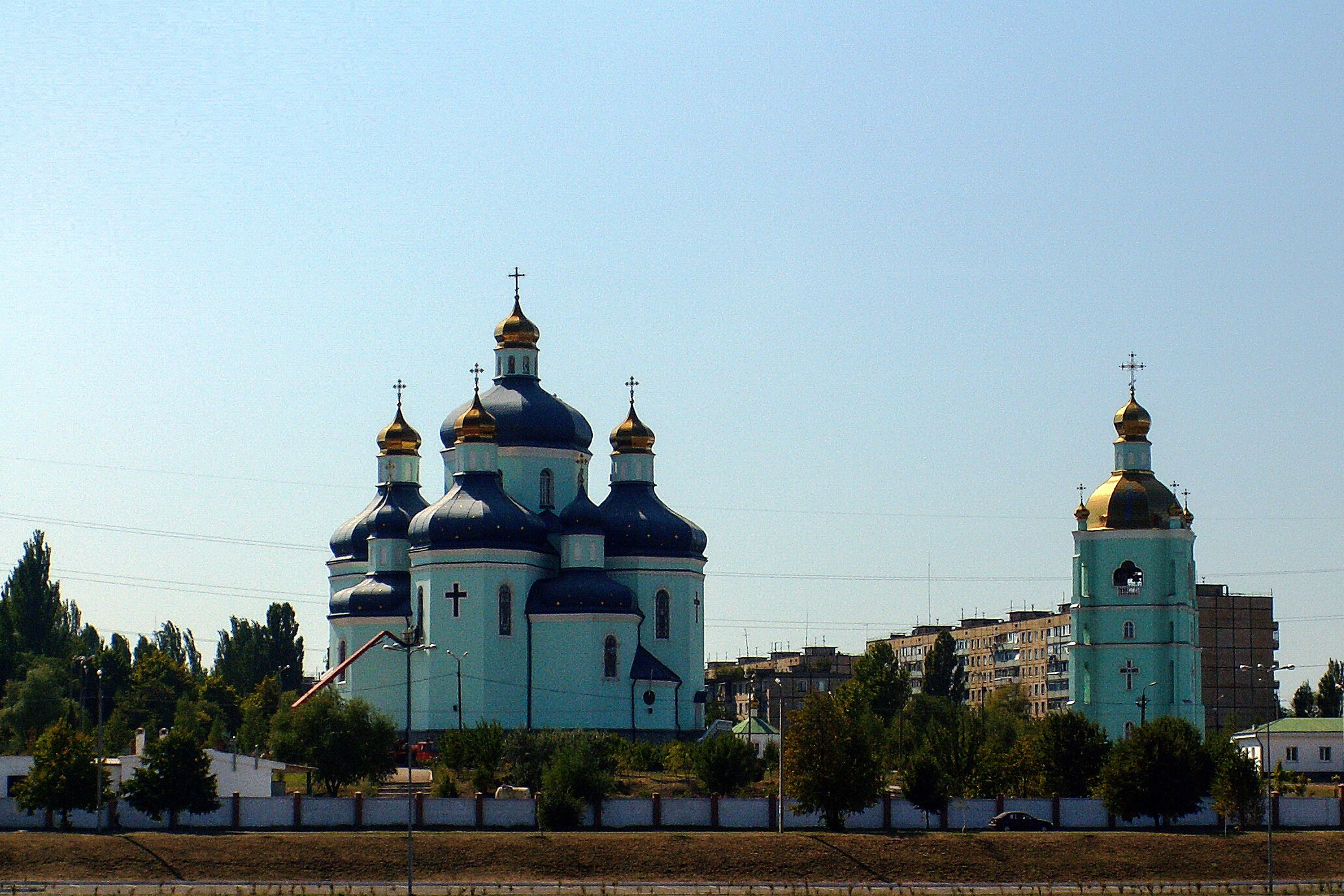
Verklärungskathedrale

### Verklärungskathedrale

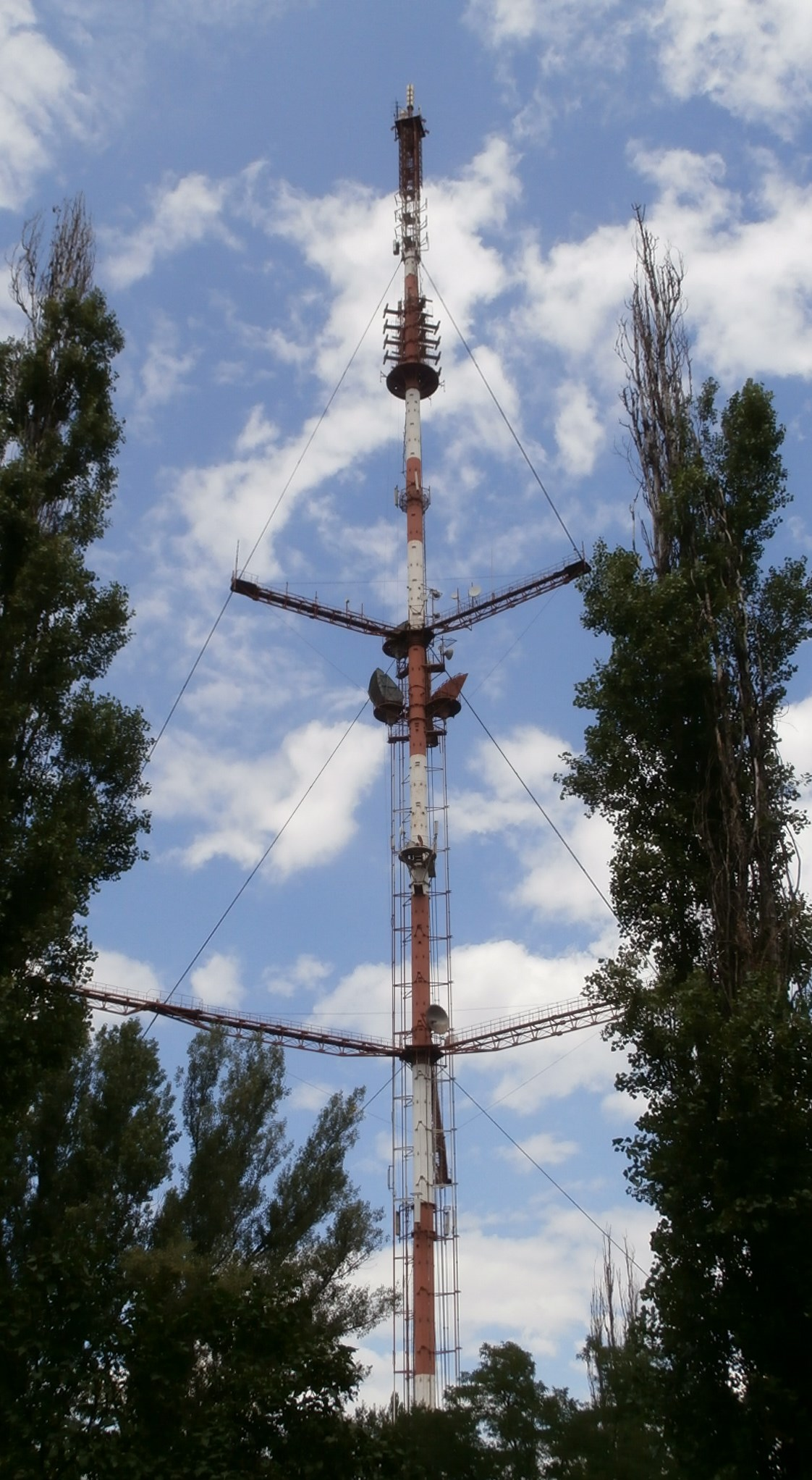
Fernsehsendemast von Krywyj Rih

Die Verklärungskathedrale ist eine im Jahr 2003 geweihte und 43 Meter hohe Kathedrale im Stil des ukrainischen Barocks. Sie ist Bischofssitz des Bischofs der Diözese Kriwoj Rog-Nikopol der Ukrainisch-Orthodoxen Kirche des Moskauer Patriarchats.

### Fernsehsendemast Krywyj Rih
Der Fernsehsendemast Krywyj Rih ist ein 1960 errichteter, 185 m hoher abgespannter Stahlrohrmast des Typs 30107 KM, der in zwei Ebenen mit je drei Querträgern ausgestattet ist, die von der Maststruktur zu den Abspannseilen führen. Auf diesen Querträgern befindet sich ein mit einem Geländer versehener Laufsteg und einige kleinere Antennen.

## Söhne und Töchter der Stadt
- Helena Makowska (1893–1964), polnische Schauspielerin
- Hennadij Udowenko (1931–2013), Politiker und Diplomat
- Tamara Kasanzewa (1934–2024), Geologin
- Walentyna Schewtschenko (1935–2020), Politikerin
- Serhij Makarenko (* 1937), Kanute
- Stanislaw Batyschtschew (1940–2011), Gewichtheber
- Jurij Wilkul (* 1949), Hochschulrektor und Bürgermeister von Krywyj Rih
- Petro Dyminskyj (* 1954), Unternehmer und Sportfunktionär
- Serhij Fessenko (* 1959), Schwimmer
- Oleksandr Popow (* 1960), Politiker
- Jaroslaw Schramko (* 1963), Universitätsrektor
- Wadym Jaroschtschuk (* 1966), Schwimmer
- Wladimir Malachow (* 1968), österreichischer Tänzer und Intendant
- Aljona Babak (* 1969), Ministerin für kommunale und territoriale Entwicklung
- Inna Derussowa (1970–2022), Unteroffizierin und Sanitäterin
- Kostjantyn Pawlow (1973–2021), Politiker und der frühere Bürgermeister von Krywyi Rih.
- Iwan Bakanow (* 1974), Filmschaffender und Geheimdienstchef
- Slava Seidel (* 1974), Malerin und Zeichnerin
- Oleksandr Wilkul (* 1974), Politiker
- Wladislaw Omeltschenko (* 1975), Dartspieler
- Olena Kravets (* 1977), Fernsehproduzentin, -moderatorin und Schauspielerin
- Olena Selenska (* 1978), First Lady der Ukraine
- Wolodymyr Selenskyj (* 1978), Schauspieler und Filmschaffender, Präsident der Ukraine
- Walerija Bondarenko (* 1982), Tennisspielerin
- Witali Malykin (* 1982), Schachspieler
- Oleksandr Moloducha (* 1982), Squashspielerin
- Aljona Bondarenko (* 1984), Tennisspielerin
- Daryna Apanaschtschenko (* 1986), Fußballspielerin
- Kateryna Bondarenko (* 1986), Tennisspielerin
- Jewhenija Kusnezowa (* 1987), Journalistin, Bloggerin, Schriftstellerin, Übersetzerin und assoziierte Forschungsmitarbeiterin der Kyiv School of Economics
- Iwan Senaj (* 1987), Boxer
- Jewhen Chytrow (* 1988), Boxer
- Wolodymyr Uschylowskyj (* 1988), Tennisspieler
- Iwan Urywskyj (* 1990), Theaterregisseur
- Dmytro Iwanissenja (* 1994), Fußballspieler
- Oleg Koschemjakin (* 1995), Fußballspieler